# Chiyo Uno
Chiyo Uno (宇野 千代 Uno Chiyo, 28 de novembre de 1897 – 10 juny de 1996) va ser una autora japonesa que va escriure diverses obres importants, i a més una reconeguda dissenyadora de quimonos. Va tenir una influència significativa tant en la moda com en el cinema i la literatura del Japó.
Va néixer en una zona d'Iwakuni coneguda com Kawanishi. Després d'un èxit literari inicial i d'haver guanyat un premi de narrativa breu, Uno va deixar el seu primer marit i es va mudar a Tòquio. Com molts joves japonesos de 1920, va quedar fascinada amb la cultura i la moda estatunidenca i europea: va ser una de les primeres dones al Japó a tallar-se el cabell. Més enllà de l'estil de pentinat, Uno també va començar a perseguir la vida de dona d'"esperit lliure", volia ser una ser un "mo-ga", o noia moderna i no ser només dona i mare. Va formar part de la vida bohèmia de Tòquio i va establir relacions amb altres escriptors, poetes i pintors.

## Confessions d'Amor
El 1935, Uno va publicar la novel·la Confessions d'Amor, que li va atorgar una  gran fama. L'obra detalla la vida d'un artista i les seves aventures amoroses, així com l'intent fracassat de suïcidi amb el seu amant. Uno no sols va tenir un idil·li amb Seiji Togo, l'artista en qui està basada novel·la, sinó que va convertir aquesta història en  llibre d'èxit. També va escriure amb sense problemes des de la perspectiva d'un home, la qual cosa va afegir atractiu al seu llibre.
Poc després de l'èxit de Confessions d'Amor, Uno va editar la revista Sutairu, o Estil.
Malgrat la seva òbvia feminitat, des de Confessions d'Amor i a través de la seva carrera literària, Uno era capaç d'escriure hàbilment des de veus masculines o femenines.
Uno també va demostrar el seu talent per dissenyar quimonos. Sutairu va ocupar molt del seu temps, però així i tot  va continuar escrivint i fomentant la curiositat d'una audiència fidel de dones japoneses que van trobar un sentit d'alliberament en la prosa d'Uno. Amb la seva dissenyadora ajudant, Tomiyo Hanazawa, va viatjar als Estats Units el 1957 per presentar el primer espectacle de quimonos de moda en aquest país.

## Llegat
Anys més tard, la popularitat d'Uno es va formalitzar quan va ser reconeguda per l'Emperador i va assumir l'honor de ser una de les escriptores japoneses més ancianes i talentoses del Japó.
El 1983 va publicar les memòries Continuaré vivint (Ikite Iku Watakushi), que van ser molt llegides i en feren una adaptació televisiva.
Uno va dir que l'essència de la seva vida era no seguir les regles de ningú i fer el que sempre volia fer. Es va casar diverses vegades.